# Pervozvanivka, Kirovohrad
Pervozvanivka (în ucraineană Первозванівка) este localitatea de reședință a comunei Pervozvanivka din raionul Kirovohrad, regiunea Kirovohrad, Ucraina.

## Demografie
Componența lingvistică a localității Pervozvanivka
     Ucraineană (88,1%)
     Rusă (11,17%)
     Alte limbi (0,55%)
Conform recensământului din 2001, majoritatea populației localității Pervozvanivka era vorbitoare de ucraineană (88,1%), existând în minoritate și vorbitori de rusă (11,17%).